# Roy Welensky
Raphael "Roy" Welensky, KCMG, född 20 januari 1907 i Salisbury i Sydrhodesia (nuvarande Harare i Zimbabwe), död 5 december 1991 i Blandford Forum i Dorset, var en nordrhodesisk politiker och den andra och sista premiärministern i Centralafrikanska federationen.

## Suezkrisen
Då Welensky tillträdde som president blev han tvungen att ta ställning till Suezkrisen. Den brittiska regeringen var häftigt kritiserad från flera andra länder för sitt agerande, men Welenskys regering, tillsammans med Australiens och Nya Zeelands, ställde sig ändå på Storbritanniens sida. Konflikten var Welenskys första erfarenhet i internationell storpolitik.